# Montagnieu (Isère)
Montagnieu è un comune francese di 889 abitanti situato nel dipartimento dell'Isère nella regione dell'Alvernia-Rodano-Alpi.

## Società

### Evoluzione demografica
Abitanti censiti